# Cläre Behrens
Clara „Cläre“ Behrens (* 18. August 1915 in Bettlach, Schweiz als Clara Sonnenschmidt; † 7. März 1991 in Berlin) war eine deutsche Widerstandskämpferin. Sie gehörte dem Kreis um die Rote Kapelle an.

## Leben
Clara Sonnenschmidt wurde am 18. August 1915 in der Schweiz geboren. Ihr Vater war Friseur, ihre Mutter Arbeiterin in einer Uhrenfabrik. Sie wuchs in der Schweiz, Magdeburg und Gardelegen auf, 1931 schloss sie die mittlere Reife ab. 1937 zog sie nach Berlin und lernte Karl Behrens kennen. Am 25. Februar 1939 heirateten sie und zogen in Kreuzberg in die Katzbachstraße. Zusammen bekamen sie zwei Kinder.
In Berlin arbeitete Behrens als Hausangestellte und bis 1941 im Oberkommando des Heeres. Über ihren Ehemann lernte sie auch die Gruppe um Mildred Harnack-Fish und Arvid Harnack, Greta Kuckhoff und Adam Kuckhoff sowie Bodo und Rose Schlösinger, mit denen sie wohl eine enge Freundschaft verband, kennen. Sie nahm an Diskussionsabenden teil, beteiligte sich an den Aktivitäten der Gruppe als Kurierin und sammelte geheime Informationen an ihrer Arbeitsstelle. Mehrfach fanden auch illegale Treffen in ihrer Wohnung in Kreuzberg statt. Nach der Verhaftung ihres Mannes 1942 wurde auch sie verhört, konnte ihre Tätigkeiten aber verhüllen.
Nach der Ermordung ihres Mannes am 13. Mai 1943 in Plötzensee zog Behrens nach Thüringen und war auch dort weiter illegal tätig.
Unmittelbar nach dem Ende des Krieges kam sie nach Berlin zurück und beteiligte sich in Kreuzberg am Aufbau des antifaschistischen Frauenausschusses. Später zog sie in die Sowjetische Besatzungszone und arbeitete im Demokratischen Frauenbund Deutschlands (DFD).
Bestattet wurde Cläre Behrens in der Grabanlage für Verfolgte des Nazisregmies (VdN-Anlage) auf dem Friedhof Friedrichsfelde.

## Weblink
- Clara Behrens | Frauen im Widerstand. In: antifaschistinnen-aus-anstand.de. 29. Mai 2022, abgerufen am 13. März 2024.

| Personendaten    | Personendaten                                                               |
| ---------------- | --------------------------------------------------------------------------- |
| NAME             | Behrens, Cläre                                                              |
| ALTERNATIVNAMEN  | Behrens, Clara; Sonnenschmidt, Clara (Geburtsname)                          |
| KURZBESCHREIBUNG | deutsche antifaschistische Widerstandskämpferin, Mitglied der Roten Kapelle |
| GEBURTSDATUM     | 18. August 1915                                                             |
| GEBURTSORT       | Bettlach SO                                                                 |
| STERBEDATUM      | 7. März 1991                                                                |
| STERBEORT        | Berlin                                                                      |